# ビル・ワード (漫画家)
ビル・ワード（Bill Ward、1919年5月6日 - 1998年11月17日）は、アメリカ合衆国の漫画家。本名はウィリアム・ヘス・ワード（William Hess Ward）。ニューヨークのブルックリン出身で、エロティックな漫画を多く描いた。プラット・インスティテュートを卒業している。1998年11月17日にニュージャージー州で死去する。